# Moran Mar

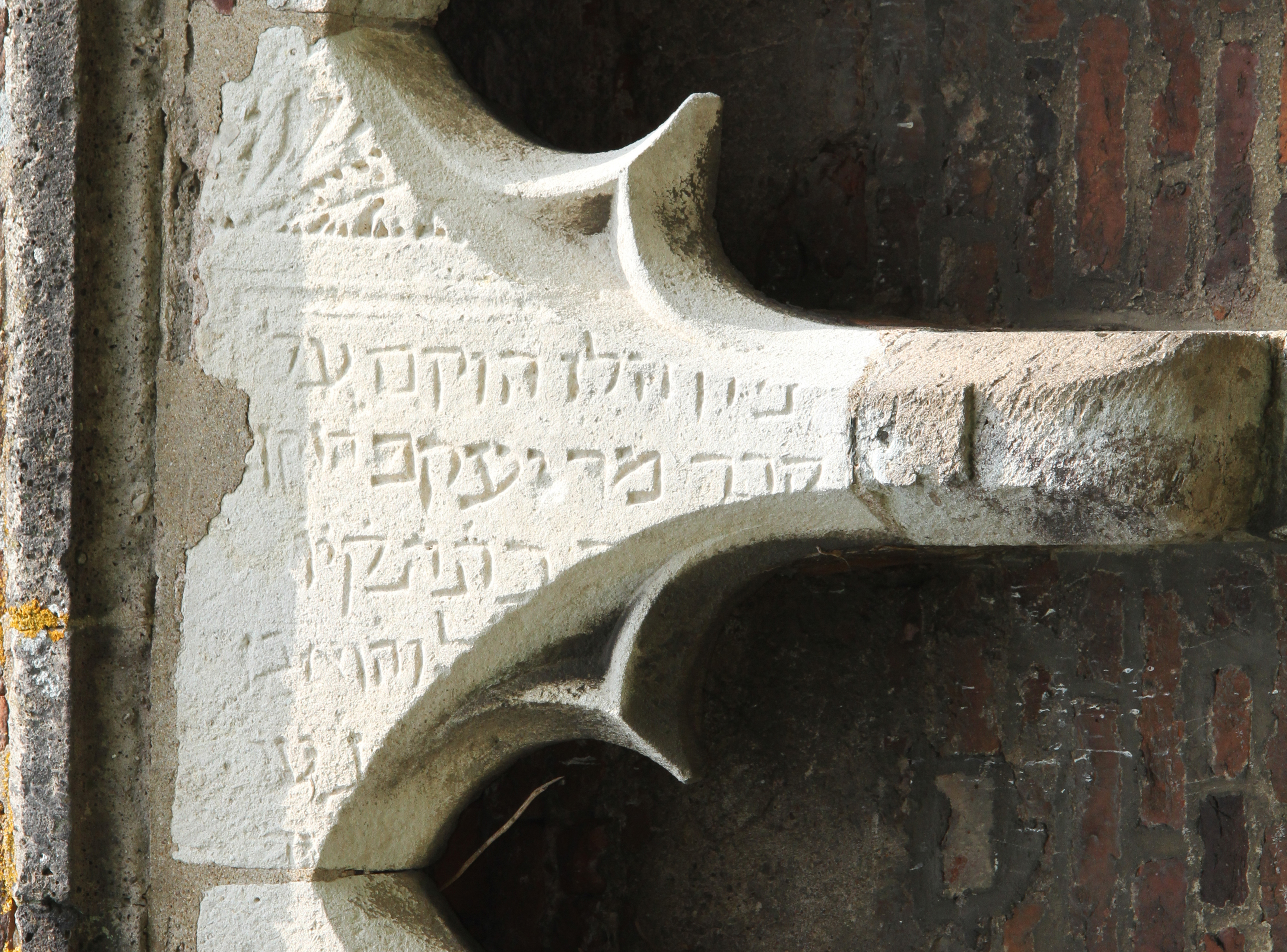
Uma lápide inscrita em memória de um certo Mar Jacob (inscrição invertida).

Mar (do siríaco clássico: ܡܪܝ Mār(y), escrito com um yodh final silencioso), também Mor no siríaco ocidental tem o significado literal "milorde", é um título de reverência no cristianismo siríaco. As formas femininas correspondentes são Morth e Marth para "milady" (siríaco: ܡܪܬܝ , Mārt(y)). O título é colocado antes do nome cristão, como em Mar Aprem/ Mor Afrem (Efrém, o Sírio) e Marth/ Morth Maryam para Santa Maria. É dado a todos os santos no cristianismo oriental e também é usado em vez de "Reverendo", logo antes do nome religioso adotado pelos bispos. O título de Moran Mor/ Maran Mar é dado aos Católicos e outros primazes; e o título Mar/ Mor é dado a prelados como bispos metropolitanos ou arcebispos.